# Estação Ferroviária de Tramagal
A Estação Ferroviária de Tramagal é uma interface da Linha da Beira Baixa, que serve a localidade de Tramagal, no Distrito de Santarém, em Portugal.

## Caracterização

### Localização e acessos
Esta interface tem acesso pela Rua Eduardo Duarte Ferreira, junto à localidade de Tramagal.

### Infraestrutura
Em Janeiro de 2011, contava com 2 vias de circulação, com 506 e 523 metros de comprimento; as plataformas tinham 254 metros de extensão, e 30 e 40 centímetros de altura.
Em 2005, era o ponto de inserção do Ramal Tramagal - Somapre na Linha da Beira Baixa.

## História
Esta interface situa-se no troço entre as Estações de Santarém e Abrantes, que abriu em 1 de Julho de 1861, como parte da Linha do Leste.